# باول هنري (لاعب كريكت)
باول هنري (16 أكتوبر 1970 في نيوزيلندا - ) (بالإنجليزية: Paul Henry)‏ هو لاعب كريكت نيوزلندي.

## وصلات خارجية
- باول هنري على موقع إي آس بي آن كريك إنفو (الإنجليزية)